# Austria en los Juegos Olímpicos de Tokio 2020
Austria estuvo representada en los Juegos Olímpicos de Tokio 2020 por un total de 75 deportistas que compitieron en 17 deportes. Responsable del equipo olímpico fue el Comité Olímpico Austríaco, así como las federaciones deportivas nacionales de cada deporte con participación.
Los portadores de la bandera en la ceremonia de apertura fueron los regatistas Thomas Zajac y Tanja Frank.

## Medallistas
El equipo olímpico de Austria obtuvo las siguientes medallas:
| Nombre              | Deporte          | Competición              |
| ------------------- | ---------------- | ------------------------ |
| Oro                 |                  |                          |
| Anna Kiesenhofer    | Ciclismo en ruta | Ruta F                   |
| Plata               |                  |                          |
| Michaela Polleres   | Judo             | –70 kg F                 |
| Bronce              |                  |                          |
| Lukas Weißhaidinger | Atletismo        | Disco M                  |
| Jakob Schubert      | Escalada         | Combinada M              |
| Shamil Borchashvili | Judo             | –81 kg M                 |
| Bettina Plank       | Karate           | 55 kg F                  |
| Magdalena Lobnig    | Remo             | Scull individual (W1X) F |